# Мегриярви
Ме́грия́рви (фин. Megrijärvi) — озеро на территории Поросозерского сельского поселения Суоярвского района Республики Карелия.

## Общие сведения
Площадь озера — 7,7 км², площадь бассейна — 79 км². Располагается на высоте 190,1 метров над уровнем моря.
Форма озера лопастная, продолговатая, вытянутая с юго-востока на северо-запад. Берега каменисто-песчаные, частично заболочены, сильно изрезаны, в результате чего у озера имеются заливы.
На озере не менее десяти островов различной величины.
В озеро втекают несколько ручьёв, два из которых вытекают и озёр Упоз и Кялкяярви. Из восточной оконечности Мегриярви вытекает протока Мегри, впадающая в Кяльгозеро — исток реки Мегри, впадающей в озеро Кинаспуоли, соединяющееся короткой протокой с рекой Суной.
Ближайший к озеру населённый пункт — посёлок Поросозеро, расстояние до которого по грунтовой дороге без наименования составляет 31 км.

## История
До 1910-х годов на берегу озера стоял старообрядческий монастырь. Также рядом находилась деревня Мегри, опустевшая после Второй мировой войны.
Код водного объекта в государственном водном реестре — 01040100211102000017883.

## Галерея
- Мегриярви
- Юго-восточный берег озера
- Юго-восточный берег озера
- Юго-восточный берег озера